# Cucullia mediogrisea
Cucullia mediogrisea är en fjärilsart som beskrevs av W. Warren 1911. Cucullia mediogrisea ingår i släktet Cucullia och familjen nattflyn. Inga underarter finns listade i Catalogue of Life.